# Otto Kalina
Otto Kalina (ur. 24 stycznia 1893 w Międzylesiu, zm. 27 października 1982 w Niederdreisbach) – niemiecki malarz i grafik.

## Życiorys
W latach 1911–1914 studiował malarstwo we Wrocławiu w Miejskiej Szkole Rękodzieła i Rzemiosła Artystycznego pod kierunkiem prof. Paula Hampela. Brał udział jako żołnierz w I wojnie światowej. Edukację kontynuował w latach 1919–1921 w Państwowej Akademii Sztuki i Rzemiosła Artystycznego we Wrocławiu. Odbył podróż artystyczną do Hiszpanii i na Wyspy Kanaryjskie.
Malował obrazy olejne i akwarele, głównie pejzaże, krajobrazy i sceny rodzajowe. Często uwieczniał w swych dziełach piękno ziemi kłodzkiej, rodzinnego miasta i okolic. Uprawiał również malarstwo ścienne i sgraffita. Zajmował się też grafiką użytkową.
Ostatecznie osiadł we Wrocławiu i tu działał do roku 1945. Dzieła wystawiał m.in. we wrocławskiej Piwnicy Świdnickiej. Brał udział w wystawach sztuki śląskiej w Berlinie (1939), Hamburgu (1939), Dortmundzie (1940) i Wiedniu (1942). Po II wojnie światowej osiadł w Heidelbergu (od roku 1953). Po wojnie miał wystawy w Heidelbergu, Karlsruhe i Krefeld.